# Sportovní Klub Slavia Praha 2017-2018
Questa voce raccoglie le informazioni riguardanti lo Sportovní Klub Slavia Praha nelle competizioni ufficiali della stagione 2017-2018.

## Stagione
Nella stagione 2017-2018 lo Slavia Praga ha disputato la 1. liga, massima serie del campionato ceco di calcio, terminando il torneo al secondo posto con 59 punti conquistati in 30 giornate. Nella Pohár FAČR lo Slavia Praga vince la finale di coppa (4º titolo) battendo il Jablonec per 3 a 1.

### Rosa 2017-2018
Aggiornata al 31 gennaio 2018.
| N. |                         | Ruolo | Calciatore             |
| -- | ----------------------- | ----- | ---------------------- |
| 1  | Rep. Ceca (bandiera)    | P     | Ondřej Kolář           |
| 3  | Ucraina (bandiera)      | D     | Eduard Sobol'          |
| 4  | Rep. Ceca (bandiera)    | D     | Jakub Jugas            |
| 6  | Rep. Ceca (bandiera)    | C     | Jan Sýkora             |
| 7  | Portogallo (bandiera)   | C     | Danny                  |
| 8  | Rep. Ceca (bandiera)    | C     | Jaromír Zmrhal         |
| 9  | Turkmenistan (bandiera) | C     | Ruslan Mingazow        |
| 10 | Rep. Ceca (bandiera)    | C     | Josef Hušbauer         |
| 11 | Rep. Ceca (bandiera)    | A     | Stanislav Tecl         |
| 12 | Rep. Ceca (bandiera)    | C     | Pavel Bucha            |
| 13 | Camerun (bandiera)      | D     | Michael Ngadeu-Ngadjui |
| 14 | Paesi Bassi (bandiera)  | A     | Mick van Buren         |
| 15 | Norvegia (bandiera)     | D     | Per-Egil Flo           |
| 17 | Slovacchia (bandiera)   | A     | Miroslav Stoch         |

| N. |                                 | Ruolo | Calciatore      |
| -- | ------------------------------- | ----- | --------------- |
| 18 | Rep. Ceca (bandiera)            | D     | Jan Bořil       |
| 19 | Costa d'Avorio (bandiera)       | D     | Simon Deli      |
| 21 | Rep. Ceca (bandiera)            | A     | Milan Škoda     |
| 22 | Rep. Ceca (bandiera)            | C     | Tomáš Souček    |
| 24 | Bosnia ed Erzegovina (bandiera) | A     | Muris Mešanović |
| 25 | Rep. Ceca (bandiera)            | D     | Michal Frydrych |
| 26 | Slovacchia (bandiera)           | C     | Jakub Hromada   |
| 27 | Rep. Ceca (bandiera)            | A     | Tomáš Necid     |
| 28 | Rep. Ceca (bandiera)            | D     | Lukáš Pokorný   |
| 30 | Rep. Ceca (bandiera)            | P     | Martin Otáhal   |
| 31 | Rep. Ceca (bandiera)            | P     | Přemysl Kovář   |
| 81 | Slovenia (bandiera)             | C     | Dušan Švento    |
|    | Rep. Ceca (bandiera)            | D     | Ondřej Kúdela   |
|    | Rep. Ceca (bandiera)            | A     | Zdeněk Linhart  |

## Statistiche

### Statistiche di squadra
| Competizione | Punti | In casa | In casa | In casa | In casa | In casa | In casa | In trasferta | In trasferta | In trasferta | In trasferta | In trasferta | In trasferta | Totale | Totale | Totale | Totale | Totale | Totale | DR |
| Competizione | Punti | G       | V       | N       | P       | Gf      | Gs      | G            | V            | N            | P            | Gf           | Gs           | G      | V      | N      | P      | Gf     | Gs     | DR |
| ------------ | ----- | ------- | ------- | ------- | ------- | ------- | ------- | ------------ | ------------ | ------------ | ------------ | ------------ | ------------ | ------ | ------ | ------ | ------ | ------ | ------ | -- |